# Jaguar (Schiff, 1929)
Die Jaguar war ein Torpedoboot der Reichs- und Kriegsmarine und gehörte zur Raubtier-Klasse. Das Boot fuhr zunächst Einsätze im Rahmen des Spanischen Bürgerkrieges. Im Zweiten Weltkrieg legte die Jaguar Minen in der Nordsee und wurde mit diversen Geleitschutz- und Sicherungsaufgaben betraut.
Die Jaguar sank am 14. Juni 1944 bei der alliierten Bombardierung des französischen Hafens Le Havre.

## Geschichte

### Bau
Das Torpedoboot wurde unter der Baunummer 113 gemeinsam mit der Leopard am 4. Mai 1927 bei der Reichsmarinewerft in Wilhelmshaven auf Kiel gelegt. Beide Boote sowie ihre Schwesterschiffe Tiger und Luchs liefen am 15. März 1928 vom Stapel. Dabei hielt Vizeadmiral Iwan Oldekop die Taufrede für alle vier Boote. Die Taufe der Jaguar vollzog der ehemalige Kommandant des Kanonenbootes Jaguar, Konteradmiral a. D. Harry Mündel.

### Indiensthaltung 1929 bis 1931
Die Indienststellung der Jaguar erfolgte am 1. Juni 1929. Anschließend folgten bis zum 28. Juli des gleichen Jahres Probefahrten und danach die Ausbildungsfahrten bei der 3. Torpedoboot-Halbflottille. Von April bis Juni 1930 nahm die Jaguar an der Mittelmeerreise der Flotte teil und hielt sich dabei unter anderem in Vigo, Lissabon und Split auf. Im Sommer 1931 folgte die Sommerreise der Flottille in norwegische Gewässer. Am 25. September 1931 wurde die Jaguar außer Dienst gestellt.

### Indiensthaltung 1932 bis 1937
Die zweite Indiensthaltungsperiode der Jaguar begann am 1. Oktober 1932. Das Torpedoboot wurde erneut der 3. Torpedo-Halbflottille, ab 1. Oktober 1935 umbenannt in 3. Torpedobootsflottille, unterstellt. Am 18. September 1933 versenkte die Jaguar das am 26. Juli 1932 in einer weißen Bö im Fehmarnbelt gekenterte Segelschulschiff Niobe. Von August bis September 1936 befand sich die Jaguar in spanischen Gewässern. Dort war sie im bei Beginn des Bürgerkrieges mit der Evakuierung deutscher und andere Staatsangehöriger betraut, die in französische Häfen zu bringen waren. Ein weiterer kurzer Einsatz erfolgte im November/Dezember 1936. Am 16. März 1937 wurde das Boot in Wilhelmshaven außer Dienst gestellt.

### Indiensthaltung 1937 bis 1944
Die letzte Indienststellung der Jaguar erfolgte am 3. Juni 1937. Das Boot diente bis April 1939 als Schulboot bei der Schiffsartillerieschule. Während dieser Zeit nahm die Jaguar auch an der Flottenparade vor Miklós Horthy und Adolf Hitler anlässlich des Stapellaufs der Prinz Eugen am 22. August 1938 teil.
Zu Beginn des Zweiten Weltkrieges gehörte die Jaguar der 6. T-Flottille an. In dieser nahm das Torpedoboot an Minenunternehmen in der Nordsee teil. Ferner war es mit der Handelskriegsführung sowie mit Geleit- und Sicherungsaufgaben betraut. Zusammen mit der Seeadler gelang es der Jaguar, vom 14. bis 16. Dezember 1939 im Skagerrak insgesamt sechs Handelsschiffe aufzubringen. Anschließend wurde die Jaguar zur Generalüberholung in eine Werft gebracht und stand somit für das Unternehmen Weserübung noch nicht zur Verfügung. Sie war jedoch im April 1940 im Kattegat zur U-Boot-Jagd eingesetzt. Gemeinsam mit dem Flottenbegleiter F 5 sicherte die Jaguar am 14. April das Artillerieschulschiff Brummer auf der Fahrt nach Norwegen, wobei die Brummer durch die Sterlet versenkt wurde.
Beim Unternehmen Juno im Juni 1940 gehörte die Jaguar zum Geleitschutz der eingesetzten Schlachtschiffe. Anschließend übernahm es noch im Juni 1940 die Sicherung der Nürnberg und Scharnhorst auf der Fahrt von Norwegen nach Deutschland. Im Juli und August 1940 folgten weitere Geleitsicherungen in der Nordsee. Bei einer dieser Fahrten ging die Luchs durch Torpedotreffer verloren. Die Jaguar nahm gemeinsam mit der Iltis 53 Überlebende ihres Schwesterschiffs auf. Bis Anfang September 1940 war die Jaguar am Legen mehrerer Minensperren beteiligt und verlegte am 9. September 1940 mit der 6. T-Flottille in den Westraum.
Dort folgten bis März 1941 weitere Einsätze zur Aufklärung, im Geleitschutz und bei Minenunternehmen. Im März 1941 übernahm die Jaguar Geleitschutz für die unter Günther Lütjens vom Unternehmen Berlin heimlaufenden Schlachtschiffe Scharnhorst und Gneisenau. Bereits zuvor, am 16. Februar 1941, waren die 5. und 6. T-Flottille zur neuen 5. T-Flottille zusammengelegt worden. Am 23. März wurde die Jaguar zusammen mit Iltis von Cherbourg nach Norwegen verlegt. Dabei verlor die Jaguar auf der Höhe von Egersund ihr Ruder und musste vom Schwesterschiff weitergeschleppt werden. Nachdem die Seefalke die Besatzung der Jaguar übernommen hatte, wurde das Boot nach Stavanger geschleppt, wo es notdürftig repariert wurde. Die Jaguar fuhr über Kiel nach Wilhelmshaven und übernahm ab dort die Geleitsicherung für den Flak-Jäger 21 (2. Flak-Jäger-Flottille) und das Z-Schiff Python bis nach Rotterdam. Anschließend lag das Boot vom 20. April bis zum 16. Mai 1941 in der Werft. Mitte Juni 1941 übernahm es Geleitaufgaben im norwegischen Raum. Am 24. August wurde die Jaguar aus der Gruppe Nord entlassen, um bis Dezember 1941 als Schulboot zu dienen.
Im Februar 1942 war die 5. T-Flottille als Geleitschutz der Schlachtschiffe Scharnhorst und Gneisenau und der Prinz Eugen zwischen Cap Gris-Nez und den deutschen Gewässern am Unternehmen Cerberus beteiligt. Dabei wurde das Torpedoboot von einem Bombennaheinschlag beschädigt, wobei es drei Schwer- und neun Leichtverletzte gab. Nach der Reparatur in Rotterdam übernahm die Jaguar am 21. Februar 1942 erneut den Geleitschutz für Prinz Eugen und Admiral Scheer bei ihrer Verlegung nach Norwegen. Anschließend war das Boot wieder im Westraum im Einsatz. Während der Operation Chariot, dem britischen Kommandounternehmen gegen Saint-Nazaire, konnte die Jaguar das britische MGB 14 entern. Das in Schlepp genommene Boot musste jedoch aufgegeben werden, nachdem weitere britische Einheiten auftauchten.
Im Juni 1942 schied die Jaguar aus der 5. T-Flottille aus und wurde durch das neue Torpedoboot T 23 ersetzt. Nach einer Werftliegezeit stand das Torpedoboot ab dem 16. August 1942 der Schiffsartillerieschule (SAS) zur Verfügung. In der Kieler Förde wurde es am 18. November 1942 vom Fischdampfer Steegen gerammt. Neben dem zerstörten Funkraum gab es bei diesem Unglück einen Toten und zwei Verletzte. Die Behebung der Schäden dauerte vom 19. November 1942 bis zum 22. Februar 1943. Anfang März 1943 lief die Jaguar nach Kristiansand aus. Von dort aus begleitete das Boot die Scharnhorst bis zur Bogenbucht und auf dem Rückweg die Nürnberg nach Deutschland. Danach folgten unter dem Führer der Minenschiffe weitere Minenunternehmungen. Mitte Mai 1943 lief die Jaguar wieder die nordfranzösische Küste an. Dort war sie bis Frühjahr 1944 wieder mit diversen Geleit- und Sicherungsaufgaben betraut. Dabei geriet das Boot auch mehrfach in Gefechte mit leichten feindlichen Seestreitkräften. Am 30. August 1943 rammte ein Sperrbrecher die Jaguar, die zur Reparatur an die Werft gehen musste. Die 5. T-Flottille wurde im Mai 1944 von Cherbourg nach Le Havre verlegt. Die britischen Angriffe auf den Verband während der Fahrt am 24. Mai überstand die Jaguar, jedoch sank die direkt hinter ihr laufende Greif nach einem Bombentreffer.

### Verbleib
Nachdem am 6. Juni 1944 mit der Operation Neptune die zweite Front im Westen eröffnet worden war, fuhr die Jaguar neben anderen Seestreitkräften fast täglich Offensivunternehmungen gegen die Invasionsflotte. Dabei versenkte die Jaguar den norwegischen Zerstörer Svenner. Am 14. Juni 1944 bombardierten die Alliierten Luftstreitkräfte mit Bombern des Typs Avro Lancaster den in deutscher Hand befindlichen Hafen von Le Havre. Dabei erhielt die Jaguar mehrere schwere Treffer und sank gegen 6.00 Uhr. 16 Besatzungsmitglieder verloren ihr Leben.

## Kommandanten
| 1. Juni 1929 bis 25. September 1931 | Kapitänleutnant, später Generalleutnant Hans-Armin Czech              |
| 1. Oktober 1932 bis Oktober 1933    | Kapitänleutnant Gottfried Pönitz                                      |
| Oktober 1933 bis September 1935     | Oberleutnant zur See / Kapitänleutnant Friedrich Böhme                |
| September 1935 bis 16. März 1937    | Kapitänleutnant Karl Smidt                                            |
| 3. Juni 1937 bis April 1939         | Kapitänleutnant Klaus Scholtz                                         |
| April bis Oktober 1939              | Kapitänleutnant Franz Kohlauf                                         |
| Oktober 1939 bis April 1941         | Kapitänleutnant Werner Hartenstein                                    |
| April 1941 bis Mai 1942             | Kapitänleutnant Friedrich Karl Paul                                   |
| Mai bis November 1942               | Kapitänleutnant Hans Strecker                                         |
| Juni bis August 1942                | Leutnant zur See Hanns Tietze (in Vertretung)                         |
| August bis September 1942           | Kapitänleutnant Konrad Loerke (in Vertretung)                         |
| November 1942 bis Oktober 1943      | Kapitänleutnant Walter Lüdde-Neurath                                  |
| Januar bis Februar 1943             | Oberleutnant zur See Horst Freiherr von Luttitz (in Vertretung)       |
| August bis September 1943           | Oberleutnant zur See Horst Freiherr von Luttitz (in Vertretung)       |
| September bis Oktober 1943          | Kapitänleutnant / Korvettenkapitän Wirich von Gartzen (in Vertretung) |
| November bis Dezember 1943          | Leutnant zur See Otto Schäfer (in Vertretung)                         |
| Dezember 1943 bis Januar 1944       | Oberleutnant zur See Heinz-Harald Pockrandt (in Vertretung)           |
| Januar bis 14. Juni 1944            | Oberleutnant zur See Heinz-Jürgen Sonnenburg                          |